# Aliança dos Pequenos Estados Insulares
A Aliança dos Pequenos Estados Insulares (em inglês: Alliance of Small Island States, AOSIS) é uma coligação de países insulares e de pequena costa fundada em 1990. O principal objetivo da aliança é o de consolidar as vozes dos pequenos Estados insulares em desenvolvimento para enfrentar as alterações climáticas globais. A Aliança tem estado muito ativa desde o início da apresentação da primeira proposta de texto do Protocolo de Quioto em negociações desde 1994.

## Membros
São 43 membros efetivos e observadores de todo o mundo, sendo 37 deles, membros das Nações Unidas. Assim, representa 28% dos países em desenvolvimento, 20% do total de membros da ONU e 5% da população mundial. Os membros plenos são a Antiga e Barbuda, Bahamas, Barbados, Belize, Cabo Verde, Comores, Ilhas Cook, Cuba, Chipre, Dominica, Fiji, Estados Federados da Micronésia, Granada, Guiné-Bissau, Guiana, Haiti, Jamaica, Quiribáti, Maldivas, Malta, Ilhas Marshall, Maurícia, Nauru, Niue, Palau, Papua-Nova Guiné, Samoa, Singapura, Seicheles, São Tomé e Príncipe, Ilhas Salomão, São Cristóvão e Neves, Santa Lúcia, São Vicente e Granadinas, Suriname, Tonga, Trindade e Tobago, Tuvalu e Vanuatu.
Samoa Oriental, Guam, Antilhas Neerlandesas e Ilhas Virgens Estadunidenses são os observadores.